# 內特爾施泰特貝格湖
52°17′32″N 8°42′36″E / 52.29222°N 8.71000°E
內特爾施泰特貝格湖（德語：Nettelstedter Bergsee），是德國的湖泊，位於該國西部，由北萊茵-威斯特法倫州負責管轄，處於明登-呂貝克縣，長0.13公里、寬0.05公里，面積0.005平方公里，海拔高度170米，湖岸線長度0.3公里。